# Arciriaflavina
Las arciriaflavinas son alcaloides derivados del triptófano aislados de los hongos mucilaginosos Arcyria. Todos tienen un esqueleto de 5H-indolo[2,3-a]pirrolo[3,4-c]carbazol-5,7(6H)-diona.

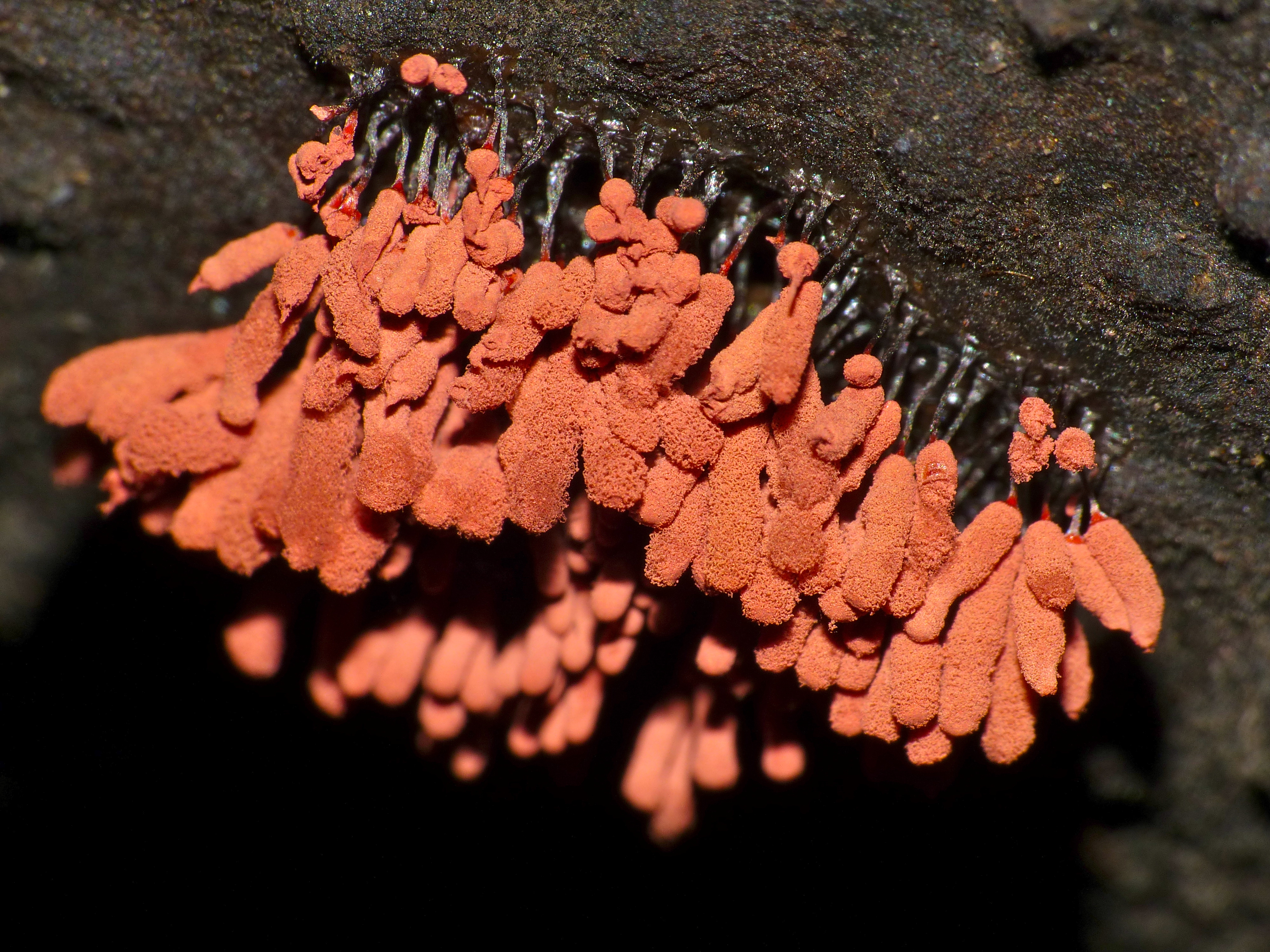
Arcyria